# 城村城
城村城（じょうむらじょう）は、熊本県山鹿市城字城にあった中世の日本の城（丘城）。山鹿市指定史跡。

## 立地・構造
熊本県山鹿市城字城の、菊鹿盆地西端の標高約50メートルの丘陵突端に位置する。主郭と二郭の2つの平坦地からなり、約80×50メートルの主郭には城跡碑がたつ。東と北の土手は裾部に曲輪が巡り、その先は急崖となっている。南も土手の裾部から郭が階段状に形成され、西は90メートル・深さ6メートルの大規模な空堀がある。
突出した主郭北東部の下には尾根を削平した二郭があり、周辺に細い帯曲輪が巡らされ、先は同じく急崖となっている。

## 歴史
城氏は当城を代々の居城としていた。天文19年（1550年）に鹿子木鎮有が菊池義武を助けて大友氏に背いたため城親冬に隈本城が与えられ、当城には代わりに隈部氏が入った。天正15年（1587年）の肥後国人一揆では隈部親永が一揆の先駆けとなり、隈部城が落ちると親永は嫡子・親泰のいる城村城に入城した。なお、当時は有働兼元が城主であった可能性も指摘されている。
同城で国人衆は隈部親泰を総大将、有働兼元を総物頭とし、原口の大手や西之枡形など6つの部署に分けて鉄砲830挺・弓500張を用意し、男女1万8,000人以上が籠城したという。親永は防戦の表には立たなかったが、佐々成政が攻城を始めると各方面で激戦が展開された。籠城軍が成政を引き付けている間に別の国人衆が本城の隈本城を包囲したため、成政は救援に引き上げたが、隣国の立花宗茂・小早川隆景らが出兵して当城を囲み、一揆は鎮圧された。開城後、親永らは柳川城の黒門で殺害されている。